# Emily Wells
Emily Wells (Amarillo, 20 novembre 1981) è una cantante, polistrumentista, compositrice, arrangiatrice e produttrice discografica statunitense.
 I suoi generi musicali comprendono musica alternativa, sperimentale, hip-hop e classica. Oltre a suonare strumenti come violino e sintetizzatori analogici, utilizza loop, sample pad e batteria acustica per ottenere un effetto stratificato.

## Biografia
Emily Wells è nata ad Amarillo, in Texas, nel 1981. Suo padre era un direttore musicale, e Wells iniziò a suonare il violino all'età di quattro anni. Nel 1990 si è trasferita con la sua famiglia a Indianapolis, in Indiana, dove ha vissuto fino a quando non ha iniziato a viaggiare nel 2000. Mentre viaggiava ha stabilito la sua residenza principale a New York, dove si è trasferita definitivamente dopo un soggiorno di 8 anni a Los Angeles.

## Carriera musicale

### Primi album solisti (2000-2010)
All'età di tredici anni ha iniziato a pubblicare le proprie registrazioni su cassetta, partendo da un rilascio non ufficiale di 100 copie. Dopo diversi nastri non ufficiali, nel 2000 si è impegnata per la Epic Records, ma alla fine non ha mai pubblicato per loro. Beautiful Sleepyhead & the Laughing Yaks è stato il suo album debutto ufficiale nel 2006, con tutte le tracce scritte, eseguite, prodotte e mixate da lei stessa. Il suo secondo album The Symphonies comprendeva, insieme a lei, il bassista Joey Reina e il batterista Sam Halterman.
Wells è stata intervistata e ha eseguito Symphony 1 in the Barrel of a Gun nel quarto episodio del programma televisivo Last Call with Carson Daly, trasmesso dalla NBC il 18 settembre 2009. Nel settembre 2010, dopo essersi trasferita da Los Angeles a New York, Wells ha lavorato con la cantante e suonatrice di armonium Shilpa Ray. La loro performance è stata valutata positivamente dal The New Yorker.

### Mamae Partisan Records (2012)
Nel 2012, ha pubblicato l'album Mama per la Partisan Records. Il singolo principale, Momma's Gonna give You Love, è stato pubblicato sul The New Yorker il 10 aprile 2012. Ha anche rilasciato una versione gratuita di Mama remixata da musicisti come Jeremiah Jae, Kid Koala, Baths e Deerhoof. Nel 2012 ha collaborato con Clint Mansell, sceneggiatore ed ex frontman dei Pop Will Eat Itself. Nell'aprile 2012 ha composto un mixtape per Magnet Magazine. Wells ha periodicamente eseguito sessioni dal vivo per studi di registrazione, siti web e stazioni radio, tra cui Daytrotter nell'aprile 2012, Soundcheck di WYNC nel maggio 2013, Laundro Matinee nell'ottobre 2014 e KCRW nel giugno 2013.

### Diari dai tour e colonne sonore (2013)
Wells ha scritto diari da tour musicali e articoli per riviste quali American Songwriter, Impose Magazine e The Huffington Post, ed è apparsa dal vivo più volte sulla NPR, con un'intervista su All Songs Considered il 4 aprile 2013 e un'esibizione dal vivo su KCRW l'11 luglio 2013. Nel 2013 ha composto una canzone per Stoker, film del regista Park Chan-Wook Stoker, e ha girato la Corea del Sud per promuovere lo stesso film. Un singolo intitolato Passenger è stato pubblicato nel 2013 per la versione acustica di Mama. Il 30 aprile 2013 il The Guardian l'ha nominata "New Band of the Week No. 1,503". Una versione acustica di Mama, registrata con un Tascam 388 e senza effetti digitali aggiunti, è stata rilasciata l'11 giugno 2013 negli Stati Uniti e nel Regno Unito. Fra i tanti spettacoli, Wells si è esibita al festival Le Guess Who? nei Paesi Bassi nel novembre 2013; quell'anno ha anche suonato dal vivo con Questlove all'Electroneum e si è esibita con i The Roots e Aloe Blacc alla Rock the Clinton Global Initiative.